# Orlando Magic
Orlando Magic és una franquícia de l'NBA amb seu a Orlando, Florida. Participa en la Divisió Sud-est de la Conferència Est de l'NBA. Va començar a disputar la lliga després de l'expansió de la mateixa de 1989.

## Història de la franquícia
- Orlando Magic 1989-avui

### 1989-1992: Primers anys
Orlando Magic va entrar oficialment a l'NBA com una franquícia d'expansió el 1989, una de les quatre noves franquícies en expansió al costat de Charlotte Hornets, Minnesota Timberwolves i Miami Heat, al principi només es va planejar que arribessin tres noves franquícies, però l'expansió econòmica de Florida va fer que les ciutats de Miami i Orlando obtinguessin el seu propi equip de bàsquet. Liderat per l'home de negocis local Jimmy Hewitt i l'antic general mànager de Philadelphia 76ers Pat Williams, els Magic van contractar a Matt Guokas com el primer entrenador de la història de la franquícia. Format per jugadors com Reggie Theus, Scott Skiles (actual entrenador de Milwaukee Bucks), Terry Catledge, Sam Vincent, Otis Smith (actual mànager general dels Magic) i Jerry Reynolds, l'equip va aconseguir un balanç de 18-64 en la seva primera temporada en la lliga. La primera elecció de draft va ser Nick Anderson en el lloc 11 de la primera ronda.
Els Magic van debutar a l'NBA el 4 de novembre de 1989 a l'Orlando Arena (O-Rena), perdent davant New Jersey Nets per un renyit 111-106. Dos dies més tard va arribar la primera victòria, derrotant a New York Knicks (118-110).
En el Draft de 1990 Orlando va seleccionar a Dennis Scott en la quarta posició. Scott, conegut pel seu gran tir, va ajudar els Magic a aconseguir un rècord de 31-51, aconseguint a més Skiles el premi al Jugador Més Millorat de l'any.
No obstant això, una decebedora temporada el 1992 va portar una ratxa de 17 partits perduts consecutius.

### 1992-1996: L'era de Shaquille O'Neal

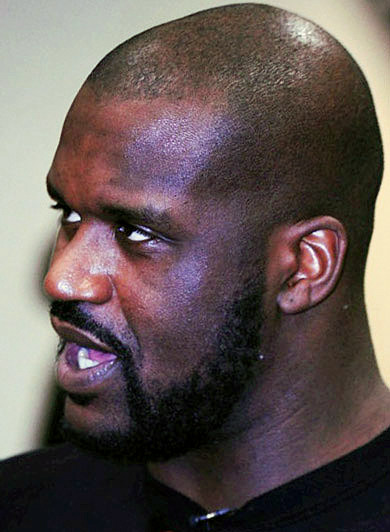
Shaquille O'Neal, principal figura dels Magic a mitjan 90.

El rumb de la franquícia va canviar totalment després de l'elecció en primera ronda del pivot Shaquille O'Neal, procedent de la Universitat de Louisiana State. O'Neal va impactar immediatament en els Magic, liderant a l'equip a un rècord de 41-41 i sent de nou la franquícia més millorada de la lliga. O'Neal va ser All-Star i Rookie de l'Any, convertint-se des d'un primer moment en una estrella de la lliga; les seves mitjanes van ser de 23,4 punts, 13,9 rebots i 3,5 taps per partit. No obstant això, els Magic no van poder aconseguir la seva primera classificació als playoffs, empatant en el vuitè lloc amb Indiana Pacers en la Conferència Est.
El no accedir als playoffs va tenir la seva part positiva, ja que malgrat obtenir el millor balanç per a un equip que no va aconseguir la postemporada (i amb això la menor part d'obtenir el número 1 del Draft), els Magic van aconseguir per segon any consecutiu l'opció de seleccionar en el lloc més alt del Draft de l'NBA. Van escollir a Chris Webber de Michigan, sent immediatament traspassat a Golden State Warriors per Penny Hardaway i tres futures primeres rondes. Abans de la cerimònia del draft, Guokas va ser acomiadat i es va fitxar com a entrenador a Brian Hill, sent a més Pat Williams substituït per John Gabriel en el lloc de mànager general.
Amb la combinació letal de Shaq i Hardaway, els Magic es van convertir en un equip dominant, aconseguint 50 victòries per primera vegada en la seva història i classificant-se pels playoffs al quart lloc de l'Est. No obstant això, els Pacers van escombrar als Magic en primera ronda, donant per finalitzada la campanya pels de Florida.
En la temporada 1994-95, la sisena dels Magic, l'equip va fitxar com a agent lliure al pivot Horace Grant procedent dels Chicago Bulls. Van signar un rècord de 57-25, el millor de l'Est, i van guanyar la Divisió Atlàntica. En els playoffs van eliminar els Boston Celtics, Chicago Bulls i Indiana Pacers, aconseguint l'accés a les Finals de l'NBA, en les quals van ser vençuts pels Houston Rockets per un clar 4-0.
En la següent temporada, els Magic eren de nou aspirants a defensar el campionat de conferència després d'aconseguir un balanç de 60-22, el millor de la història de la franquícia, liderat per O'Neal i Hardaway. No obstant això, l'equip va finalitzar segon a l'Est per darrere dels intractables Bulls de les 72 victòries en temporada regular. En els playoffs, després que eliminessin del seu camí a Detroit Pistons i Atlanta Hawks, els de Chicago es van prendre la revenja de l'any anterior en les Finals de Conferència, derrotant els Magic en quatre partits.

### 1996-2000: Fi de l'era de Shaquille O'Neal
En plena pretemporada O'Neal va signar com agent lliure per Los Angeles Lakers, rebent així la franquícia un enorme cop. No obstant això, els Magic van realitzar una bona temporada amb un balanç de 45-37 liderats per Hardaway, Darrell Armstrong i el nou fitxatge Rony Seikaly. A la meitat de la temporada 1996-97 l'equip va acomiadar Brian Hill i va nomenar a Richie Adubato entrenador interí per a la resta de la temporada. En els playoffs van caure tot just començar davant uns forts Miami Heat.
Els Magic van fitxar a Chuck Daly perquè es convertís en l'entrenador de la temporada 1997-98. Malgrat l'esperança que hi havia dipositada, Hardaway es va haver de perdre la major part de la temporada a causa de les lesions, la qual cosa va afeblir molt a l'equip. Anderson i el recentment fitxat Bo Outlaw van guiar a Orlando a un 41-41, insuficient per accedir als playoffs. A més, Seikaly va ser traspassat durant la temporada a New Jersey Nets.
En la temporada 1998-99 amb les adquisicions de Matt Harpring i Michael Doleac, un Hardaway sa i Anderson, els Magic van aconseguir el millor rècord de la Conferència Est en l'escurçada campanya a causa del tancament patronal; 33-17. Armstrong va ser un dels jugadors més destacats de l'equip, guanyant els premis al Jugador Més Millorat i Millor Sisè Home. A més, els Magic van contractar al mític Dominique Wilkins juntament amb el seu germà Gerald, encara molt útils per a l'equip malgrat la seva experiència. En els playoffs, els Philadelphia 76ers d'Allen Iverson van frenar a Orlando en primera ronda per 3-1.
El 1999 el mànager general John Gabriel va fitxar com a entrenador a Doc Rivers, sent aquesta la seva primera experiència en les banquetes. Gabriel va desmuntar l'equip traspassant a Hardaway a Phoenix Suns per Danny Manning (qui mai arribaria a jugar a Orlando), Pat Garrity i dues futures rondes de draft. Els Magic estaven formats per jugadors joves i poc experimentats que incloïen al capità Armstrong, Outlaw, un jove Ben Wallace i l'entrenador Rivers. Malgrat això, van aconseguir un 41-41, perdent per poc la possibilitat d'entrar als playoffs. Rivers va ser nomenat Entrenador de l'Any i aquest any va ser caracteritzat pel lema "Heart and Hustle", a causa de l'estil treballador de l'equip.

### Segle XXI

#### 2000-2003: Perduts en primera ronda
En la temporada 2000-01, els Magic comptaven amb un gran espai en el límit salarial, per la qual cosa Gabriel va intentar els fitxatges de Tim Duncan, Grant Hill i Tracy McGrady. Tot i que Duncan va optar per romandre en els San Antonio Spurs, els Magic van contractar a Hill, un perenne All-Star, i a McGrady. Lamentablement, Hill solament va poder jugar 4 partits en la temporada abans de lesionar-se el turmell, per la qual cosa McGrady va haver d'agafar les regnes de l'equip i convertir-se en un dels màxims anotadors de la temporada. Amb l'arribada del rookie Mike Miller (posteriorment Rookie de l'Any), els Magic van aconseguir un balanç de 43-39, per la qual cosa tornaven als playoffs. En la postemporada, Milwaukee Bucks va eliminar a Orlando en primera ronda en quatre partits.
En la temporada 2001-02, McGrady va liderar als Magic a un rècord de 44-38. No obstant això, Hill va tornar a lesionar-se i es va perdre la major part de la temporada. McGrady, combinat amb Armstrong, Miller, i el tirador Garrity, va formar el cor d'aquell equip. Ja en els playoffs, els Magic van caure de nou en primera ronda en quatre partits davant Charlotte Hornets.
En la temporada 2002-03, el traspàs que enviava a Mike Miller i Ryan Humphrey a Memphis Grizzlies per Gordan Giricek i Drew Gooden va ser positiu perquè l'equip aconseguís un rècord de 42-40 i accedís als playoffs. Malgrat seguir sense poder comptar amb Hill, aquesta era la tercera aparició consecutiva d'Orlando en la postemporada. Després d'anar guanyant 3-1 en l'eliminatòria de primera ronda davant Detroit Pistons, tres partits consecutius perduts els van deixar, de manera increïble, fora dels playoffs. Quan necessitaven un partit per guanyar la sèrie, McGrady va dir: "és agradable arribar per fi a la segona ronda". La destinació li va jugar una mala passada.

#### 2003-2006: Anys difícils
La temporada número 15 en la història dels Magic, la temporada 2003-04, va ser desastrosa, malgrat els reforços Tyronn Lue i Juwan Howard, fitxats com a agents lliures. Després de guanyar el primer partit de la campanya, van perdre els 19 següents, aconseguint la major ratxa de partits perduts de manera consecutiva en la història de la franquícia. Els Magic van finalitzar amb un decebedor 21-61, el pitjor balanç de la lliga. A la meitat d'aquell trist rècord dels 19 partits perduts, Rivers va ser acomiadat, ocupant el càrrec el seu assistent Johnny Davis. A més, el mánager general Gabriel va ser reemplaçat per John Weisbrod.
En pretemporada, Weisbrod va desmuntar pràcticament tot l'equip, encara que va mantenir a Davis en el lloc d'entrenador. El traspàs més significatiu va ser el de McGrady a Houston Rockets juntament amb Reece Gaines, Tyronn Lue i Juwan Howard per Steve Francis, Kelvin Cato i Cuttino Mobley. McGrady no estava content a Orlando, i fins i tot va arribar a afirmar que no va donar el 100% durant aquesta última temporada. Els Magic també van fitxar a Tony Battie de Cleveland Cavaliers per Drew Gooden, Steven Hunter i els drets de draft del brasiler Anderson Varejao; i a Hedo Türkoğlu com a agent lliure. Amb el número 1 del draft, la franquícia va seleccionar a Dwight Howard, procedent directament de l'institut. També van aconseguir els drets de Jameer Nelson, triat per Denver Nuggets en la 20a posició.

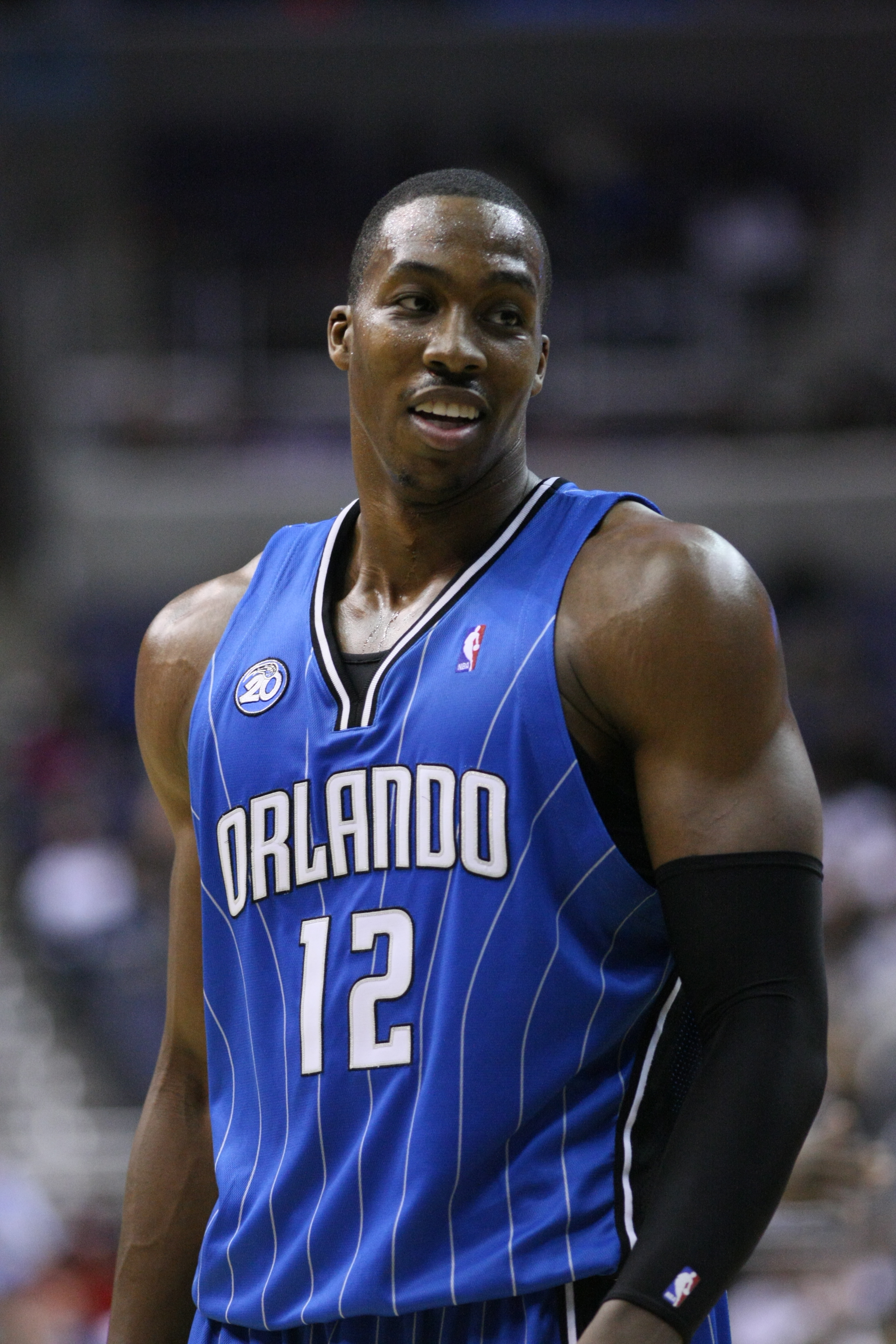
Dwight Howard va arribar als Magic el 2004.

Després d'un prometedor 13-6 d'inici, els Magic van començar el seu declivi. Primer, Weisbrod va traspassar a Mobley per Doug Christie de Sacramento Kings. Christie, a causa dels llaços emocionals que li unia amb els Kings, es va negar al principi a jugar amb els Magic, però posteriorment va dir estar lesionat perquè la franquícia li col·loqués en la llista de lesionats. Prop del final de temporada, amb els Magic lluitant per un buit en els playoffs, Weisbrod va acomiadar a Davis i va ser substituït per l'interí Chris Jent. Orlando finalment va acabar la temporada regular amb un rècord de 36-46 i es va quedar sense poder disputar la postemporada.
Durant la temporada, marcada per la tornada de Hill, els Magic van jugar de manera espectacular, derrotant a equips capdavanters com San Antonio Spurs, Dallas Mavericks, Miami Heat, Phoenix Suns i Detroit Pistons. No obstant això, liderats per l'erràtic joc de Francis, l'equip va perdre marxa al final de la temporada regular, finalitzant a prop dels llocs de playoffs. La nota agradable la va posar Howard, que es va consagrar com un dels jugadors més prometedors de l'NBA. Nelson, després d'un fluix inici, es va afermar com el base titular de l'equip. Hill va tornar després de diversos anys lesionat, amb una mitjana de 19 punts per partit i va ser triat per disputar l'All-Star Game de titular amb l'Est.
No obstant això, després de començar fort, els Magic es van quedar sense playoffs a causa de les lesions a la fi de temporada regular, com són les de Hill, Turkoglu i Nelson, a més de la suspensió de cinc partits a Francis per agredir suposadament un fotògraf.
El 23 de maig els projectes dels Magic van ser interromputs per la dimissió del mànager general Weisbrod. L'endemà, la franquícia va anunciar el retorn de Brian Hill, entrenador de la fabulosa era de Shaq i Hardaway. El mes següent, els Magic van seleccionar en el Draft de 2005 a l'espanyol Fran Vázquez en l'11a posició, encara que posteriorment el jugador va anunciar que es quedaria a Espanya per jugar a l'Akasvayu Girona.
Malgrat no comptar amb la seva elecció Fran Vázquez, els Magic partien amb altes esperances la temporada 2005-06, amb un Hill recuperat de la seva última lesió, i amb Howard i Nelson progressant de manera excel·lent en les lligues d'estiu. També l'elecció de segona ronda Travis Diener va donar bones sensacions a l'estiu, mostrant el seu eficaç tir pel qual era conegut. La pretemporada es va tancar amb el fitxatge del base Keyon Dooling com agent lliure.
Després de començar la pretemporada, els problemes van començar a sorgir; el turmell de Hill no va ser guarit del tot, per la qual cosa va haver d'operar-se i tornar a les pistes a mitjan desembre. Malgrat això, tornaria a recaure en diverses ocasions i es perdria la major part de la campanya. Francis va continuar centrat en el seu joc "primer jo i després jo" i va obstaculitzar el desenvolupament de Nelson i Howard. Però l'esperança va arribar quan es va anunciar el 15 de febrer el traspàs que enviava a Kelvin Cato i una primera ronda del draft de 2007 a Detroit Pistons a canvi de Darko Milicic i Carlos Arroyo. Una setmana després, Francis va ser enviat a New York Knicks per Anfernee Hardaway (que dos dies més tard seria tallat) i Trevor Ariza.
Liderats per Howard, Turkoglu, DeShawn Stevenson i Nelson, els Magic van sorprendre col·locant-se en el vuitè lloc de la Conferència Est, incloent una ratxa de 8 victòries consecutives i 12 a casa. En aquesta ratxa, es va vèncer a equips com els Spurs, Pistons, Mavericks, Heat i 76ers (aconseguint en aquest últim partit Howard una estadística de 28 punts i 26 rebots). Finalment, una victòria de Chicago Bulls davant Miami el 16 d'abril i una altra sobre els Magic en la pròrroga el dia 17 va acabar amb les esperances d'Orlando d'aconseguir els playoffs.

#### 2006-2007 - Classificació als Playoffs
Finalitzada la temporada 2005-2006, el 3 de maig de 2006, va nomenar Mànager General a Otis Smith. La nit del Draft va seleccionar en primera ronda (11a posició) a l'escorta J.J. Redick de la Universitat de Duke; en segona ronda (41a posició) a James Augustine de la Universitat d'Illinois; i finalment va escollir en el lloc 44 a Lior Eliyahu, qui va ser traspassat a Houston Rockets a canvi de diners. Després de començar la temporada 2006-07 amb un balanç de 13-4, els Magic van començar a sofrir a causa de les lesions de Battie, Ariza, Dooling i Hill. Malgrat tot, Howard va continuar amb la seva enorme progressió i va ser seleccionat per disputar l'All-Star Game, a més que l'equip va aconseguir la primera classificació als playoffs des de l'any 2003 guanyant el 15 d'abril de 2007 a Boston Celtics per 88-86. Amb un rècord de 40-42, va ser la primera vegada que els Magic accedien a la postemporada amb un registre negatiu.
No obstant això, el seu concurs en els playoffs va arribar a la seva fi el 28 d'abril després de ser escombrats per Detroit Pistons. El 23 de maig de 2007, l'entrenador Brian Hill va ser acomiadat.

#### 2007-2008
Va iniciar la temporada contractant a l'entrenador Stan Van Gundy, que va guiar al Miami Heat a una final de conferència el 2005; després va signar amb l'aler Rashard Lewis, agent lliure provinent de Seattle Supersonics. El Magic liderat per Dwight Howard juntament amb Nelson, Lewis i Turkoglu, va començar la temporada 2007-08 de l'NBA amb un impressionant registre de 16-4 en els seus primers 20 jocs que van incloure victòries sobre els Celtics i els Cavaliers. El tram intermedi de la temporada, no va ser tan reeixit pel Magic i va finalitzar, en els següents 36 partits, amb un rècord de 18 triomfs i 18 derrotes. L'últim tram de la temporada el Magic va aixecar el seu nivell i va aconseguir 18 victòries (entre les quals es van destacar dos triomfs enfront de Cleveland -equip de l'astre LeBron James al qual va derrotar en tres de les quatre ocasions en les quals es van enfrontar al llarg de la temporada-) contra 8 derrotes, amb les quals va arrodonir un registre final de 52-30. Ha de destacar-se que va obtenir la victòria número 50 de la temporada (davant dels Chicago Bulls el 13 d'abril de 2008) i amb ella va aconseguir més de cinquanta triomfs, una cosa que no aconseguia des de la temporada 1995-96 (de la recordada dupla Shack-Penny). El registre li va bastar per aconseguir el títol de la Divisió Sud-est, el qual va obtenir de manera anticipada la nit del 31 de març de 2008 quan els Washington Wizards (43-39) van ser derrotats a Utah 129-87. Va ser el tercer títol de divisional dels Magic de la seva història, el primer des de l'esmentada temporada 1995-96; així com el primer des de la creació de la Divisió Sud-est (2005-2006). Amb el registre va obtenir la tercera posició de la Conferència Est, que el va aparellar en la seva sèrie de primera ronda dels playoffs davant dels Toronto Raptors tenint el Magic avantatge de camp en la primera ronda dels playoffs per primera vegada des de la temporada 1998-99.
El 28 d'abril de 2008, a l'Amway Arena, el Magic va eliminar els Raptors, en la sèrie de primera ronda, amb una victòria per 4-1. La victòria va ser la primera dels Magic en una sèrie de playoffs, després de 12 anys i de 6 sortides consecutives en primera ronda. La carrera de l'èxit no va durar molt, ja que va caure per 4-1 davant l'experimentat Detroit Pistons en les semifinals de conferència, finalitzant així la seva millor temporada després de molts anys.

#### 2008-2009: Pas per les finals de l'NBA

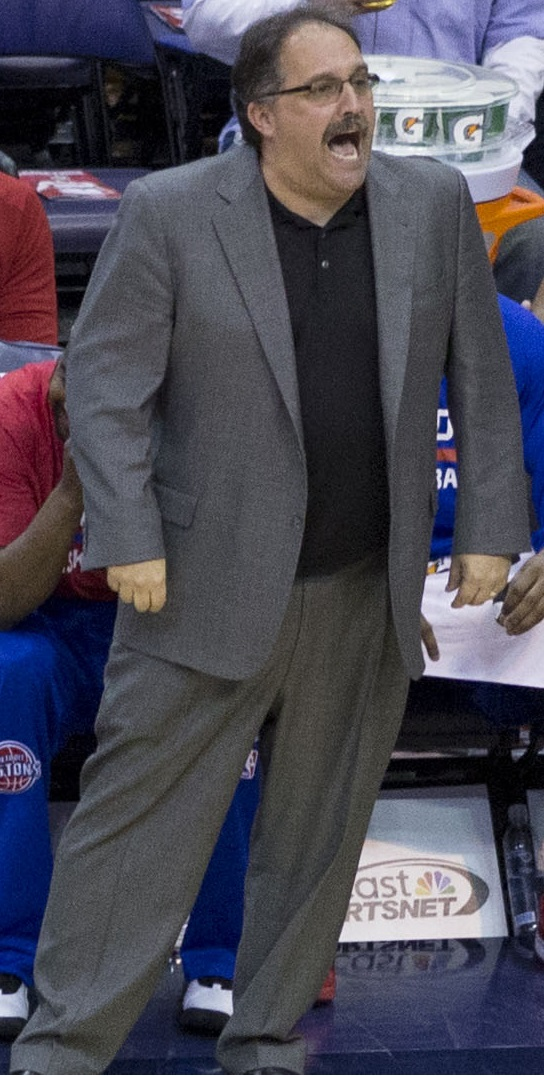
Stan Van Gundy, entrenador dels Magic durant les finals de la temporada 2008-09.

La temporada 2008-2009 va ser una de les millors de la franquícia. Amb Stan Van Gundy en la banqueta, amb el lideratge de Dwight Howard en la pista i en la pintura, acompanyat de Turkoglu i de Rashard Lewis, amb Jameer Nelson lesionat una gran part de l'any, els Magic van viure un any increïble. Una franquícia humil que va anar matant gegants, classificat pels Playoffs amb el títol de divisió, tercer de la Conferència Est, amb una marca de 59-23 i solament per darrere de l'MVP LeBron James i els seus Cleveland Cavaliers i els Boston Celtics.
En primera ronda van eliminar els Philadelphia 76ers, remuntant un 0-1 després d'una cistella d'Andre Iguodala sobre la botzina a l'Amway Arena. En segona ronda van arribar els Boston Celtics, on la mà de Turkoglu, la baixa de Kevin Garnett i el domini de Howard van portar als Magic a la final de conferència després d'un 4-3. En la final de conferència esperava ni més ni menys que LeBron James i els seus Cleveland Cavaliers. Els Magic van trencar el factor pista amb un 0-1 i gairebé van posar el 0-2, però un triple sobre la botzina de LeBron James va posar l'empat a 1. Amb factor pista, Orlando no va perdonar i un poderós Howard acompanyat de Turkoglu i Lewis van deixar als Cavs en la cuneta, on solament va aparèixer LeBron.
En la final es va acabar la màgia, Kobe Bryant va ser l'estrella, Pau Gasol el seu ajudant i gent com Derek Fisher, Lamar Odom i Trevor Ariza van aportar la seva part. Els Lakers, amb factor pista van posar l'1-0, però en el segon partit va estar a punt de canviar la història. Amb empat mancant 0.6, Courtney Lee va fallar un alley-oop sol sota de la cistella i el partit va anar a la pròrroga, així que Kobe va sentenciar i 2-0. El tercer partit va ser una exhibició de Howard i 2-1 pels Lakers, els Magic van creure i van retallar distàncies, quan, mancant 10 segons per acabar el quart xoc, Orlando anava 3 a dalt amb tirs lliures per a Howard, amb solament ficar un podria ser la victòria. Howard va errar els 2 i Fisher va ficar un triple impossible que va portar el partit a la pròrroga, on la defensa de Pau i els triples de Fisher van posar el 3-1. Així que en el cinquè partit, els Magic no van poder amb Kobe i va ser el 15è anell per als or i porpra, malgrat tot, Orlando va acabar amb el cap alt.

#### 2010-2012: NouAmway Centeri incertesa
La temporada 2009-2010 va començar per finals de juny per a Orlando. Turkoglu va confirmar que no renovaria el seu contracte i Orlando Magic es va moure per suplir-lo. Vince Carter arribava a l'Amway juntament amb un tirador alt com Ryan Anderson a canvi de Tony Battie, Rafer Alston i Courtney Lee, peces importants del gran any. També van arribar gent com Matt Barnes, Brandon Bass i la tornada al bàsquet de Jason Williams. Així que Orlando va viure un gran any en la temporada regular, repetint la marca de l'any anterior però sent segon de conferència aquest any, repetint títol de divisió. En els playoffs van començar de manera espectacular, estomacant per 4-0 a Charlotte Bobcats i Atlanta Hawks. Els sorprenents i experts Boston Celtics van arribar a la final carregant-se a LeBron James i als seus Cleveland Cavaliers. Boston va posar un 0-2, guanyant els dos primers partits a Orlando. Al final això va ser la clau i Boston va guanyar 4-2. No es va poder repetir les finals i malgrat quallar un any acceptable, va acabar sent decebedor, les lesions que van afligir a Carter i Nelson van llastrar massa a l'equip.
En un any de traspassos com va ser el 2010, Orlando Magic va començar la temporada amb un nou pavelló com a feu, el nou Amway Center, que suplia a l'Amway Arena. Orlando solament es va fer amb el base Chris Duhon i amb l'aler Quentin Richardson, en un estiu de moviments. Ja que la temporada estava sent una mica decebedora, el 18 de desembre del 2010, el General Manager, Otis Smith, va decidir fer un bon nombre de traspassos. Primer va enviar el sou alt de l'aler Rashard Lewis a Washington Wizards i va rebre un altre jugador el sou del qual és alt, com és Gilbert Arenas. Es va presentar com una gran oportunitat per l'Agent Zero, l'arribada a un equip amb possibilitats d'anell. Després va fer un megatraspàs amb Phoenix Suns, enviant al fitxat com a estrella l'any anterior com era Vince Carter, al pivot polonès Marcin Gortat i a l'aler francès Mickael Pietrus, rebent la tornada del turc Turkoglu, a Jason Richardson i al sophomore Earl Clark. L'adaptació dels fitxatges oferiria gran part del futur de la plantilla. Turkoglu i Richardson, malgrat que no van brillar com s'esperava, no van arribar a desentonar, mentre que el suposat fitxatge estrella, Arenas, va ser un fracàs. En els playoffs, malgrat el gran partit inicial de Dwight Howard (46 punts i 23 rebots), Atlanta Hawks va assaltar el nou Amway i es va acabar fent amb la sèrie. Aquest estiu començarien a saltar rumors sobre una possible sortida de Howard.
Per a la temporada 2011-12 es van obrir nombrosos fronts, van arribar procedents de Boston Celtics Glen Davis i Von Wafer a canvi de Brandon Bass, a més que Jason Richardson va renovar el seu contracte, 28 milions a raó de 4 anys. Gilbert Arenas va marxar com a agent lliure a Memphis Grizzlies després del seu nul rendiment a Orlando, però la pitjor notícia va arribar quan es va començar a parlar que Dwight Howard volia un equip competitiu per a l'anell, ja que sinó abandonaria Orlando a la recerca d'un equip competitiu. Després del lockout, es va relacionar a Howard amb equips com Los Angeles Lakers, New Jersey Nets o Dallas Mavericks. El març de 2012, Howard va signar una clàusula que feia que continués fins a la temporada 2012-13 impedint la seva sortida com a agent lliure. Malgrat que Howard va continuar a Orlando, als pocs dies es van publicar uns rumors sobre que va demanar el cessament de Stan Van Gundy. En primera ronda de playoffs, els Indiana Pacers van fulminar 4-1 a un equip que va tenir l'absència de Howard, per una hèrnia discal, tancant així una temporada plena de despropòsits.

#### 2012-present: Etapa post-Howard, reconstrucció
A l'estiu de l'any 2012, finalment Howard va ser traspassat a Los Angeles Lakers en un traspàs a quatre bandes. Els Magic van rebre a canvi a Arron Afflalo i Al Harrington procedents de Denver Nuggets, Nikola Vučević i Maurice Harkless de Philadelphia 76ers i Josh McRoberts i Christian Eyenga dels mateixos Lakers, a més de diverses rondes de draft, iniciant així la reconstrucció dels Magic. Jason Richardson, inclòs en el traspàs, va marxar als Sixers.

## Curiositats

### Connexió Magic-Heat
- Orlando Magic i Miami Heat no només comparteixen estat, sinó també alguns pivots titulars al llarg de les seves respectives històries. El més prominent és Shaquille O'Neal, però també estan Michael Doleac, Rony Seikaly i Danny Schayes. Quan O'Neal va fitxar per Los Angeles Lakers, els Magic van contractar a Seikaly, ex-jugador dels Heat i pivot titular d'Orlando durant dos anys, succeït per Schayes i posteriorment per Doleac. Altres jugadors que han vestit ambdues samarretes són els bases Carlos Arroyo i Jason Williams. A més, l'actual entrenador dels Magic, Stan Van Gundy, ho va ser també dels Heat des de l'any 2003 fins a l'any 2005.

### Altres
- Al costat dels Chicago Bulls i Utah Jazz, els Magic tenen una regla en la qual prohibeixen als jugadors vestir cintes de pèl en els partits.
- Tant l'actual pavelló del Magic Amway Center -com l'històric Amway Arena- comparteixen l'honor de ser, juntament amb el TD Garden (dels Boston Celtics) i Target Center dels (Minnesota Timberwolves), els únics pavellons de l'NBA amb superfície de parquet composta per panells petits independents, disposats alternadament de manera perpendicular.

### Draft de 1997
- Els Magic no tenien lottery pick (eleccions entre els 15 primers llocs) el 1997, però amb el temps cinc d'ells es van convertir en jugadors d'Orlando. El 1999 Nick Anderson va ser traspassat per Tariq Abdul-Wahad, #11. Wahad va ser enviat el 2000 a Denver Nuggets per Chauncey Billups, #3, i Ron Mercer, #6 (sent tots dos eleccions de Boston Celtics el 1997). En la pretemporada, els Magic van signar a l'agent lliure Tracy McGrady, #9, i el 2004 a Tony Battie, #5. Altres jugadors de la primera ronda d'aquell draft que van jugar en els Magic van ser #15 Kelvin Cato (2004), #21 Anthony Parker (1999), i #27 Jacque Vaughn (2002).

## Pavellons
- Amway Arena (1989-2010)
- Amway Center (2010-avui)

## Jugadors destacats
- Gilbert Arenas
- Vince Carter
- Patrick Ewing
- Steve Francis
- Penny Hardaway
- Dwight Howard
- Tracy McGrady
- Shaquille O'Neal
- Dominique Wilkins

### Membres delBasketball Hall of Fame
- Chuck Daly (antic entrenador)
- Dominique Wilkins (va jugar breument en els Magic)
- Patrick Ewing (va jugar una temporada en els Magic)

## Rècords

### Carrera
- Partits: Nick Anderson (602)
- Partits jugats consecutivament: Dwight Howard (233)†
- Minuts jugats: Nick Anderson (22,440)
- Tirs de camp anotats: Nick Anderson (4,075)
- Tirs de camp intentats: Nick Anderson (8,976)
- Tirs de 3 punts anotats: Dennis Scott (981)
- Tirs de 3 punts intentats: Nick Anderson (2,480)
- Tirs lliures anotats: Dwight Howard (2,826)
- Tirs lliures intentats: Dwight Howard (4,728)
- Rebots totals: Dwight Howard (6,747)
- Assistències: Scott Skiles (2,776)
- Robatoris: Nick Anderson (1,004)
- Taps: Dwight Howard (1,134)
- Faltes personals: Dwight Howard (1,728)
- Punts: Dwight Howard (11,435)

† En actiu

### Percentatges per partit
- Punts: Tracy McGrady (28.1)
- Rebots: Dwight Howard (14.2)
- Assistències: Scott Skiles (7.2)
- Robatoris: Penny Hardaway (1.94)
- Taps: Shaquille O'Neal (3.1)

### Rècords individuals
- Més punts en un partit amb 62 (Tracy McGrady el 10 de març de 2004 contra Washington Wizards)
- Més punts en una meitat amb 37 en la primera meitat (Tracy McGrady el 9 de març de 2003 contra Denver Nuggets)
- Més punts en un quart amb 25 en el segon quart (Tracy McGrady el 9 de març de 2003 contra Denver Nuggets)
- Més tirs lliures en un partit amb 18 (Tracy McGrady el 25 de desembre de 2002 contra Detroit Pistons)
- Més punts en un partit de playoffs amb 46 (Tracy McGrady en el 2n partit de la 1a ronda de playoffs de la Conferència Est contra Detroit Pistons)
- Més assistències en un partit amb 31 (Scott Skiles el 20 de desembre de 1992 contra Denver Nuggets)

## Premis
| Rookie de l'Any - Shaquille O'Neal - 1993 - Mike Miller - 2001 Millor Defensor - Dwight Howard - 2009, 2010, 2011 Millor Sisè Home - Darrell Armstrong - 1999 Jugador Més Millorat - Scott Skiles - 1991 - Darrell Armstrong - 1999 - Tracy McGrady - 2001 - Hidayet Turkoglu - 2008 - Ryan Anderson - 2012 Millor Entrenador de l'Any - Doc Rivers - 2000 Executiu de l'Any - John Gabriel - 2000 | Millor Quintet de la Temporada - Anfernee Hardaway - 1995, 1996 - Tracy McGrady - 2002, 2003 - Dwight Howard - 2008, 2009, 2010, 2011, 2012 Segon Millor Quintet de la Temporada - Shaquille O'Neal - 1995 - Tracy McGrady - 2001, 2004 Tercer Millor Quintet de la Temporada - Shaquille O'Neal - 1994, 1996 - Anfernee Hardaway - 1997 - Dwight Howard - 2007 Millor Quintet Defensiu - Dwight Howard - 2009, 2010, 2011, 2012 Segon Millor Quintet Defensiu - Horace Grant - 1995, 1996 - Dwight Howard – 2008 | Millor Quintet de Rookies - Dennis Scott - 1991 - Shaquille O'Neal - 1993 - Anfernee Hardaway - 1994 - Matt Harpring - 1999 - Mike Miller - 2001 - Drew Gooden - 2003 - Dwight Howard - 2005 Segon Millor Quintet de Rookies - Stanley Roberts - 1992 - Michael Doleac - 1999 - Chucky Atkins - 2000 - Gordan Giricek - 2003 - Jameer Nelson - 2005 |